# Lucy Dawidowicz
Lucy Schildkret Dawidowicz (ur. 16 czerwca 1915 w Nowym Jorku, zm. 5 grudnia 1990 tamże) – amerykańska historyczka, zajmująca się m.in. historią Holocaustu.